# Sisaony
La Sisaony est une rivière des hautes terres de Madagascar. Elle se jette dans la rivière Ikopa à proximité d’Antananarivo et rejoint ainsi le Canal du Mozambique via le fleuve Betsiboka.